# 나스카 지상화
나스카 지상화(스페인어: Líneas de Nazca)는 페루 남부의 건조한 분지 고원인 나스카 사막의 지표면에 그려진 거대한 지상화들로, 기하학적 도형이나 동식물의 그림이 그려져 있다.
이 지상화들은 기원전 500년에서 기원후 500년 사이에 제작된 것으로 보이는데, 사막 바닥에 움푹 패인 곳이나 얕은 절개를 만들고, 자갈을 제거하고, 다양한 색깔의 흙을 노출시키는 방식으로 만들어졌다. 나스카 지상화는 유적으로서 크게 2개의 시기로 구분 가능한데 하나는 기원전 400년부터 기원전 200년까지의 파라카스 시기이고 하나는 기원전 200년부터 기원후 500년까지의 나스카 시기이다. 본격적인 발견이 시작된 것은 1940년대부터지만, 21세기에도 드론을 사용하여 수백 개의 그림이 새로 발견되었으며 고고학자들은 아직 발견되지 않은 그림이 더 있을 것으로 믿고 있다.
대부분의 선은 풍경을 가로질러 직선으로 뻗어 있지만 동물과 식물을 형상화한 디자인도 있다. 모든 선의 총 길이는 1,300km가 넘고, 이들의 군집은 약 50km2에 달하는 면적을 덮는다. 선은 보통 10~15cm 깊이인데, 적갈색 산화철로 코팅된 자갈의 표층을 제거하여 황회색 표토를 드러냄으로써 만들어진 것이다. 선의 너비는 상당히 다양하지만 절반 이상은 너비가 33cm보다 약간 더 크다.
일부 나스카 선은 공중(약 500m 상공)에서 가장 잘 보이는 모양을 이루지만 주변 산기슭이나 다른 높은 곳에서도 볼 수 있다. 모양은 일반적으로 연속된 하나의 선으로 그려져 있다. 가장 큰 것은 길이가 약 370m이다. 고립된 위치에 있는 이 고원은 건조하고 바람이 없으며 기후가 안정적인데, 그 덕분에 지상화는 대부분 자연적으로 보존되었다. 다만 극히 드문 날씨 변화로 인해 전반적인 문양이 일시적으로 변경될 수 있다.
그림들의 복잡도는 다양하다. 수백 개는 단순한 선과 기하학적 모양으로 되어있는 한편, 70여 개는 벌새, 거미류, 물고기, 콘도르, 왜가리, 원숭이, 도마뱀, 개, 고양이 및 인간 등 동물 모양의 형태를 하고 있다. 이외에 나무나 꽃을 그린 것도 있다. 이 문양들의 목적을 해석하는 데는 학자마다 이견이 있지만, 일반적으로 종교적 중요성이 있었다고 여겨진다. 나스카 지상화는 1994년 유네스코 세계유산으로 지정되었다.

## 세계유산 등록
1994년 12월 17일 유네스코의 세계유산으로 등록되었다. 세계유산 등록명은 나스카와 후마나 평원의 선과 지상화(스페인어: Líneas y geoglifos de Nazca y de Pampas de Jumana)이다.
이 세계유산은 세계 유산 등록 기준에서 다음과 같은 기준을 충족하는 것으로 간주되며 등록이 이루어졌다.
1. 인류의 창조적 재능을 표현하는 걸작.
2. 현존하는 또는 소멸한 문화적 전통이나 문명의 유일하거나 희소한 증거.
3. 인류 역사상 중요한 시대를 예증하는 건축 양식, 건축물 군, 기술의 집적 또는 경관의 뛰어난 예.

## 그림

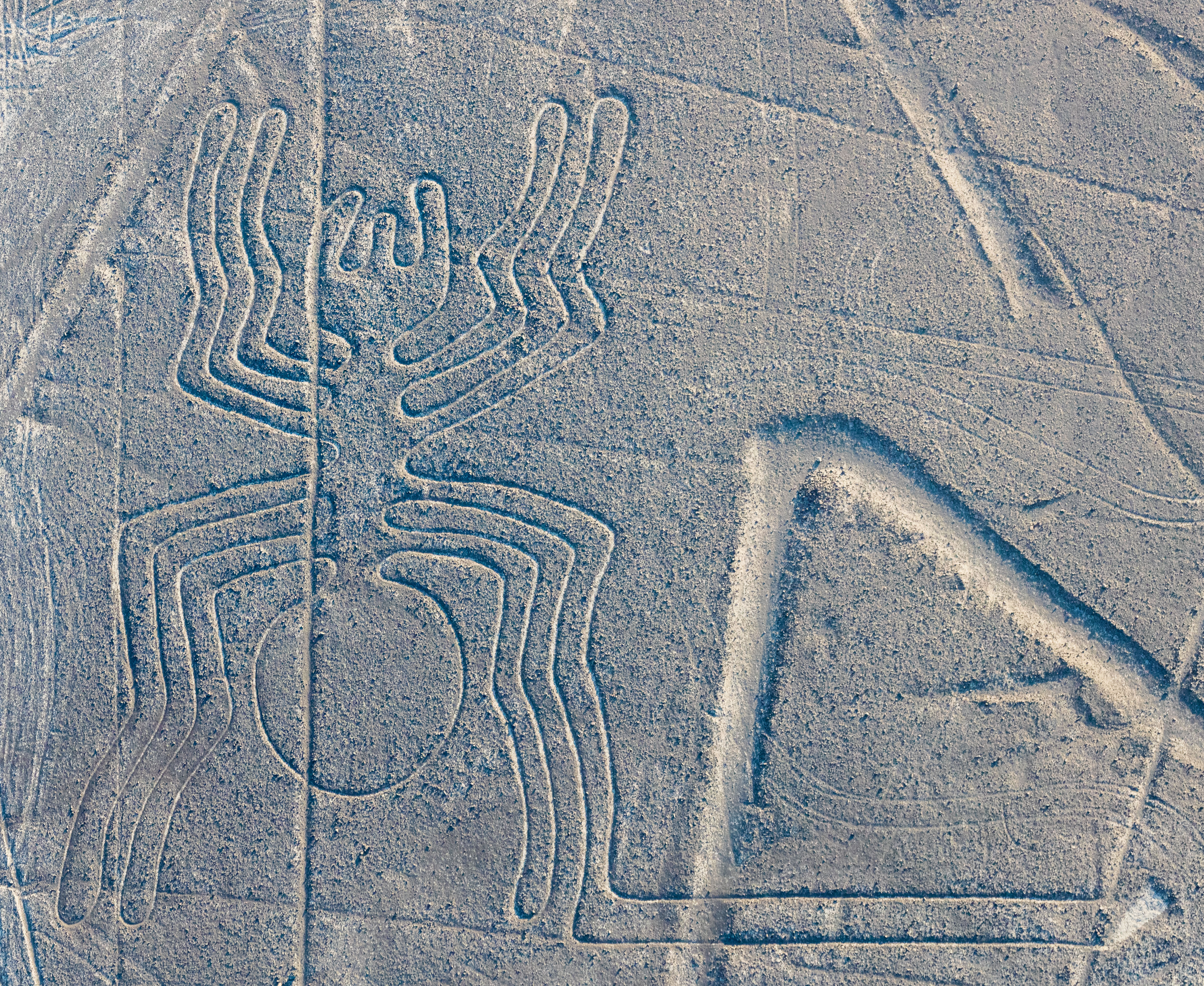
거미
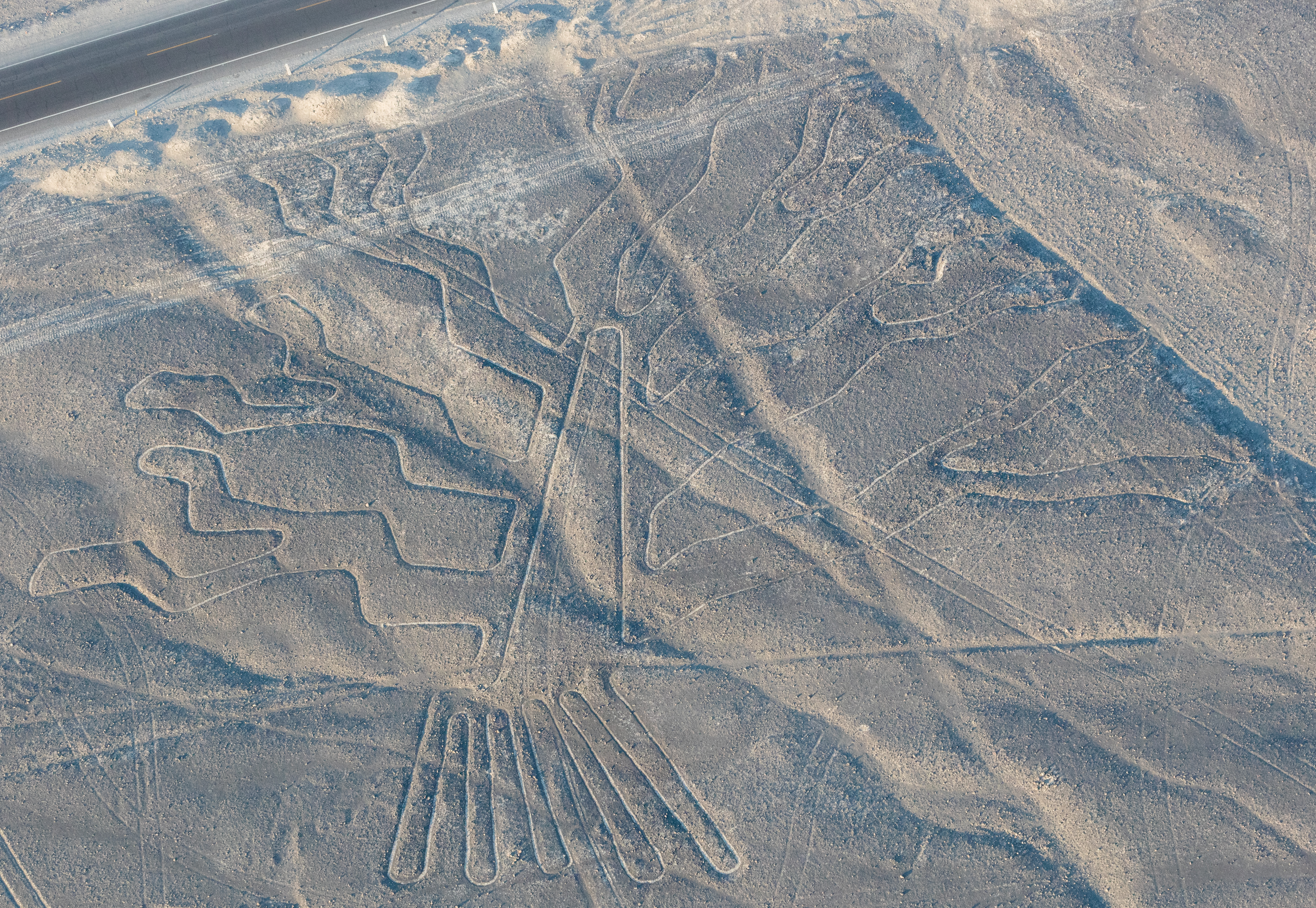
나무
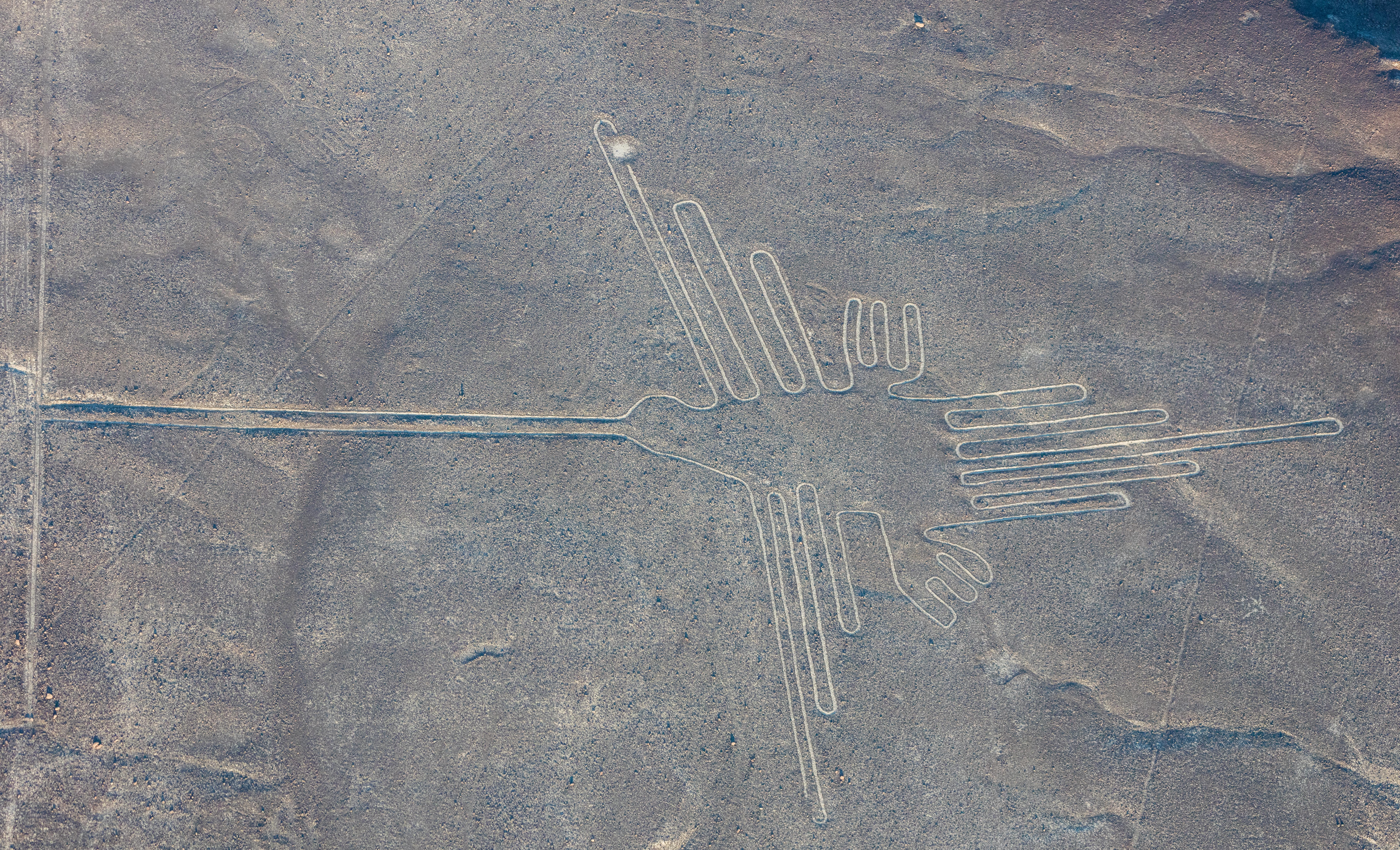
벌새
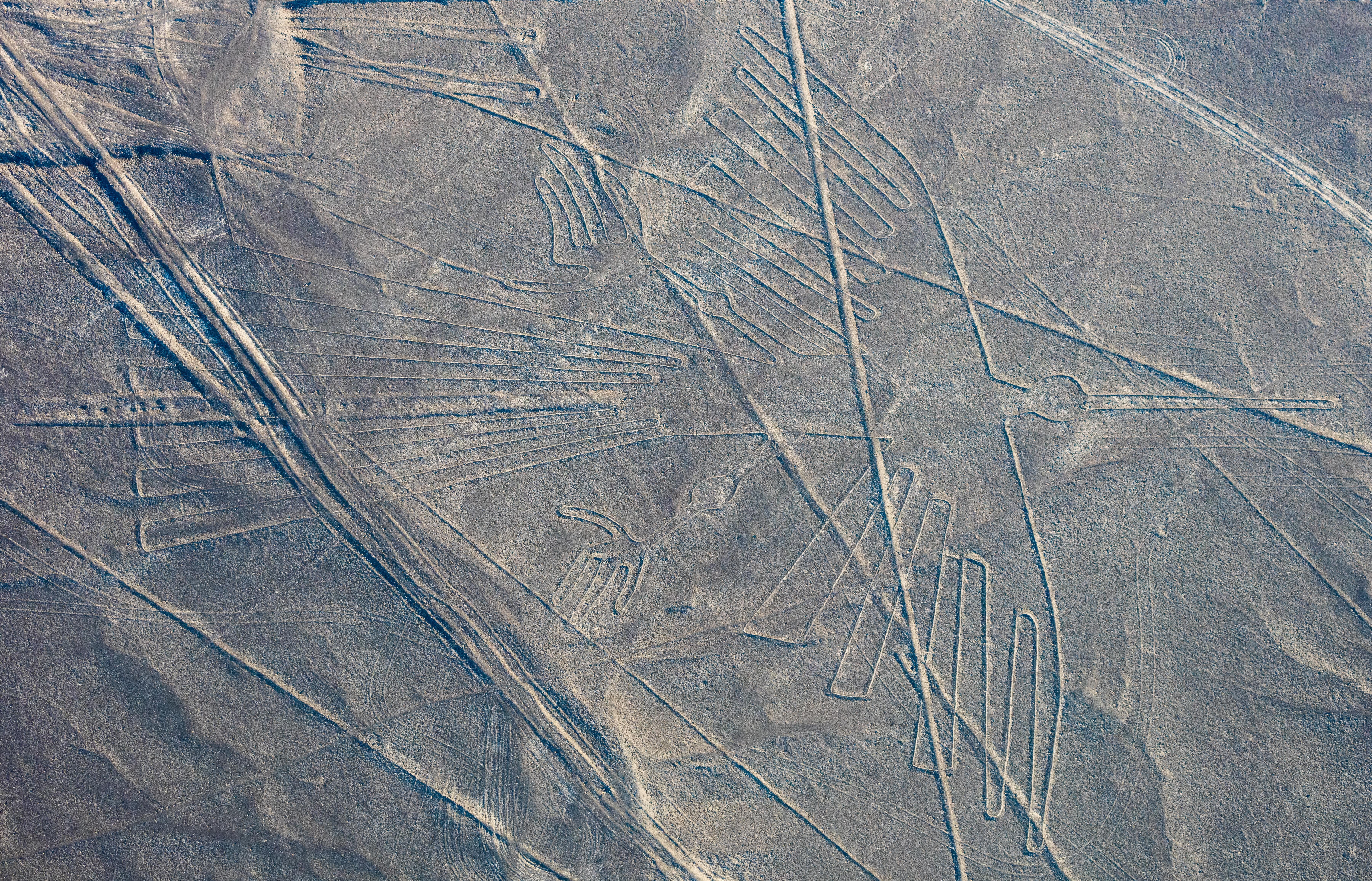
콘도르
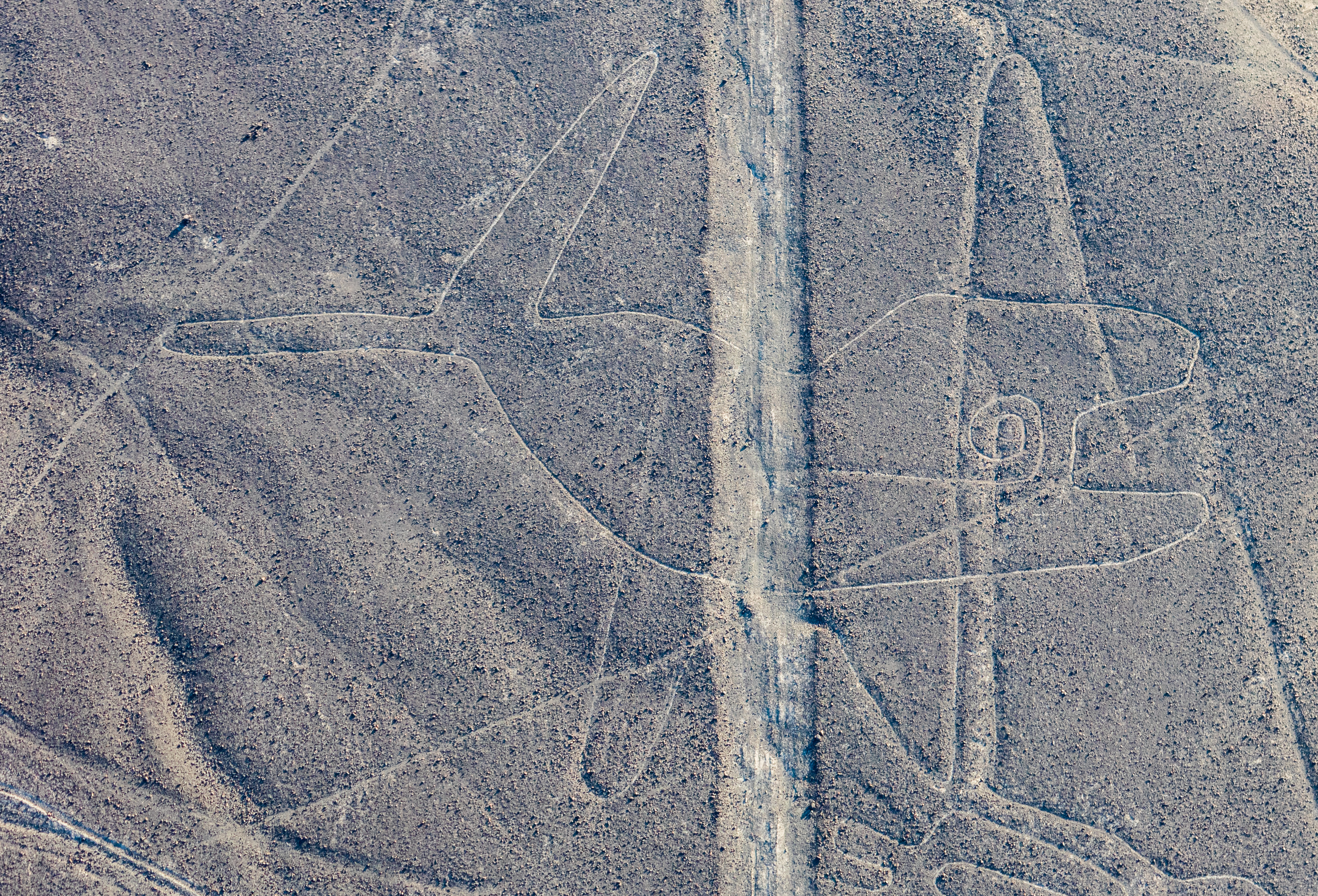
물고기
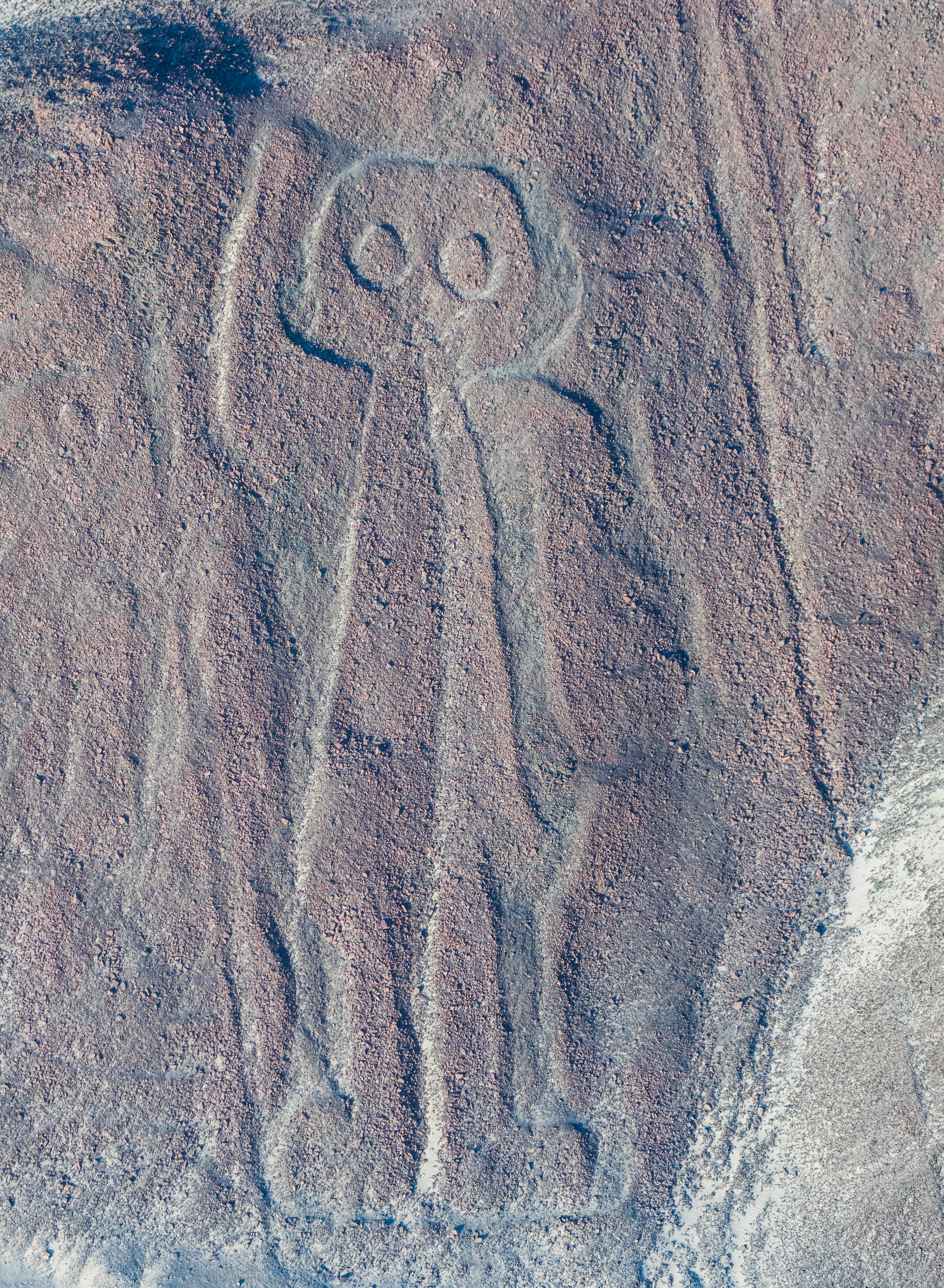
외계인
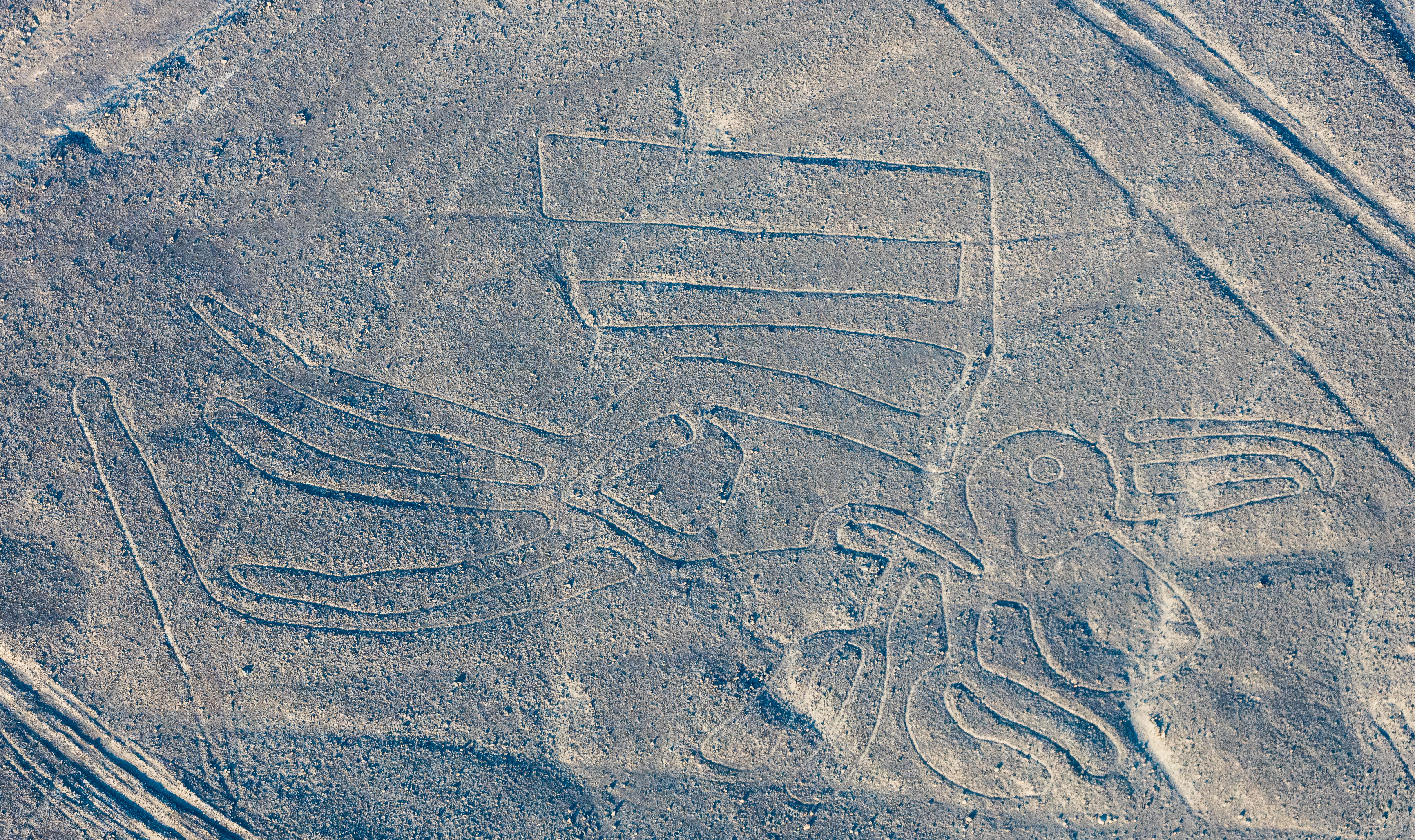
펠리컨
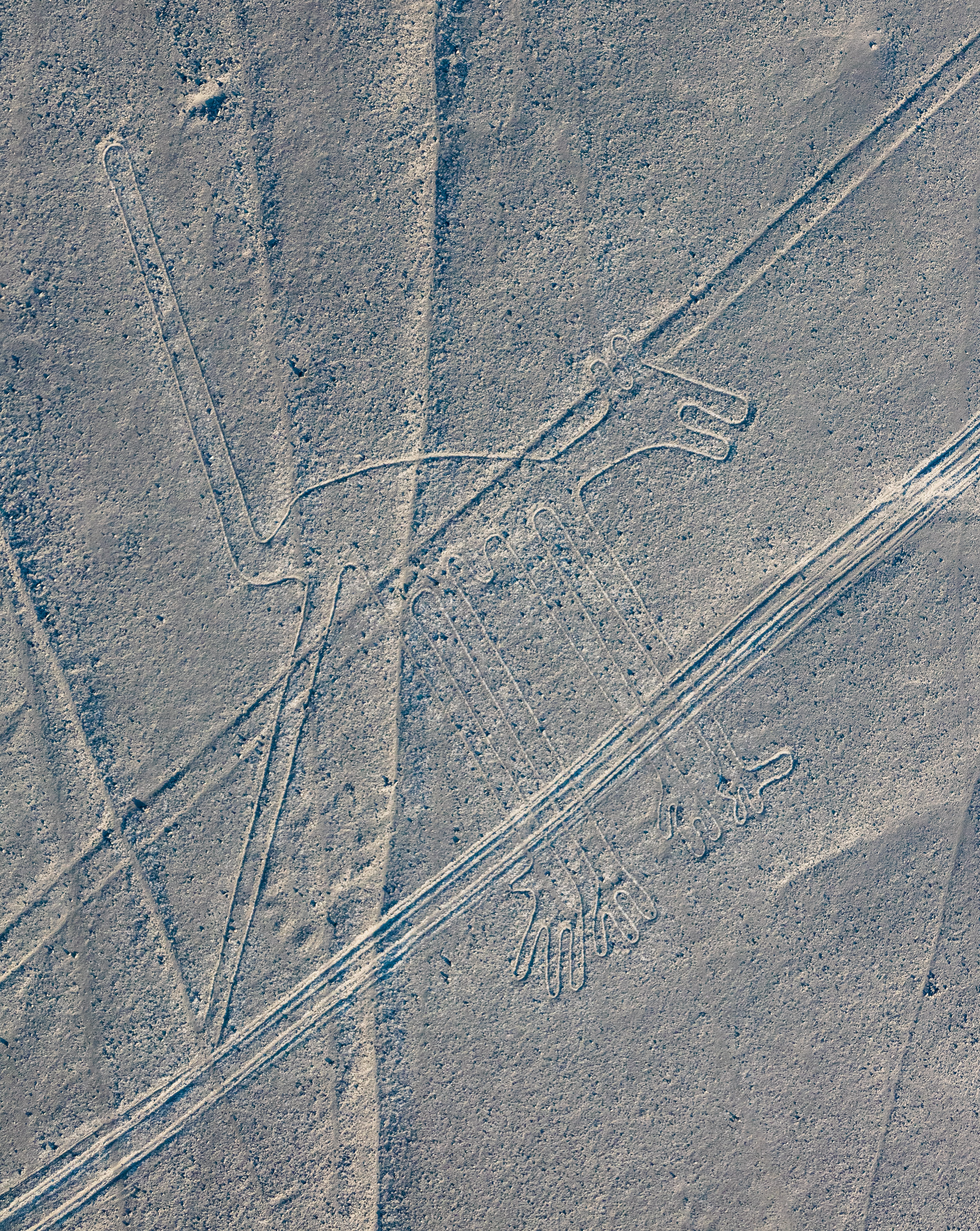
개
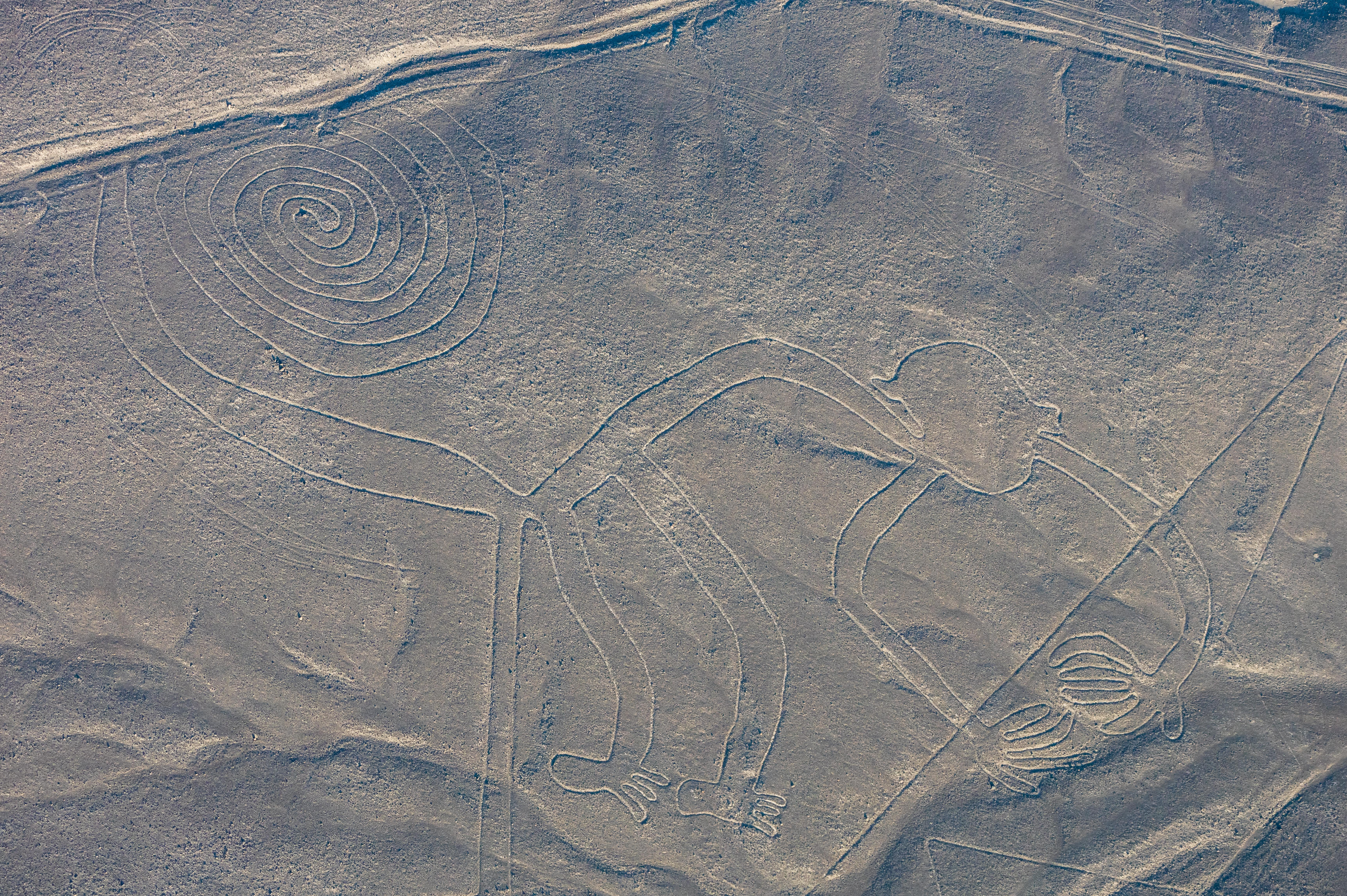
원숭이
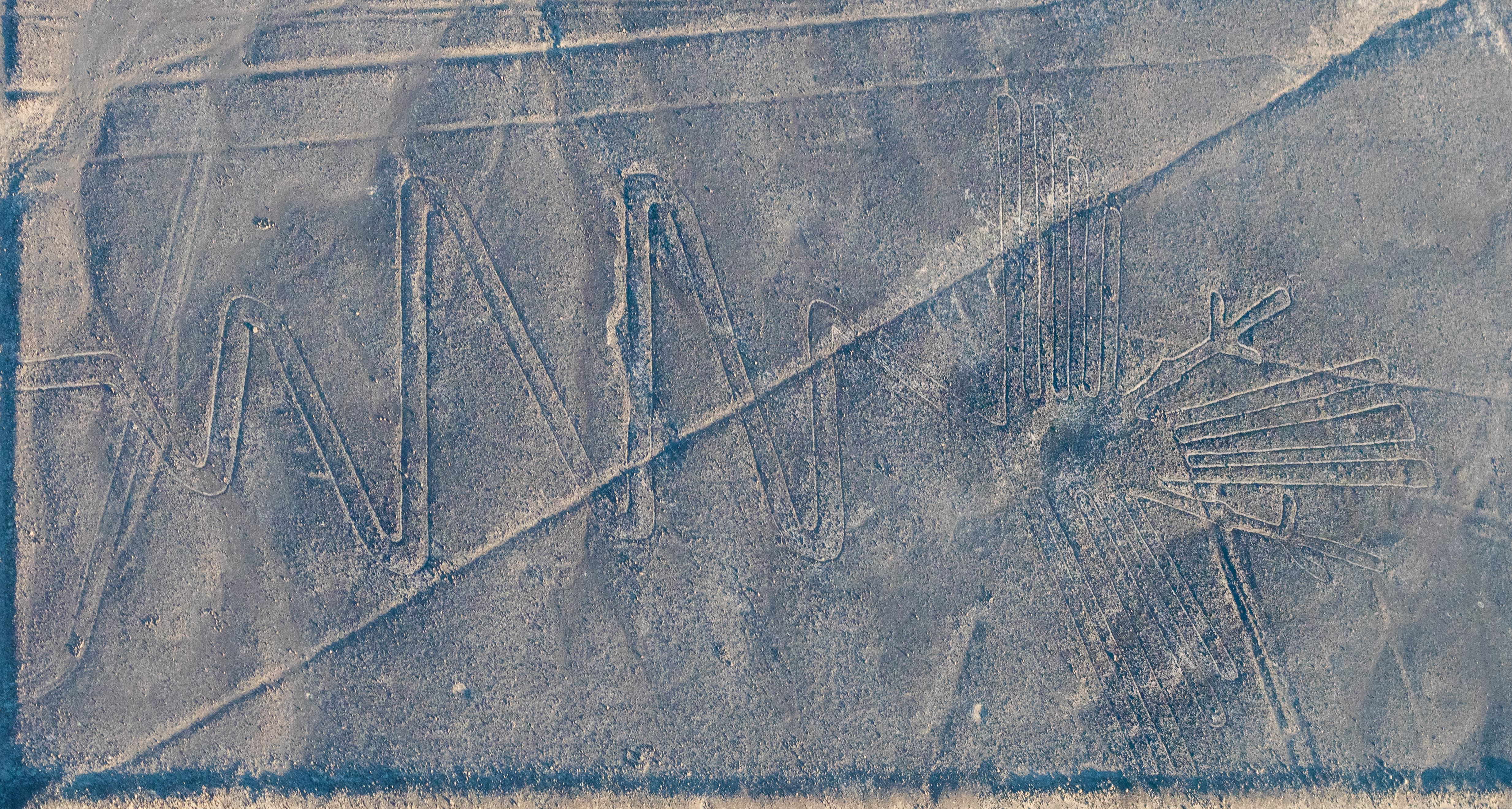
왜가리
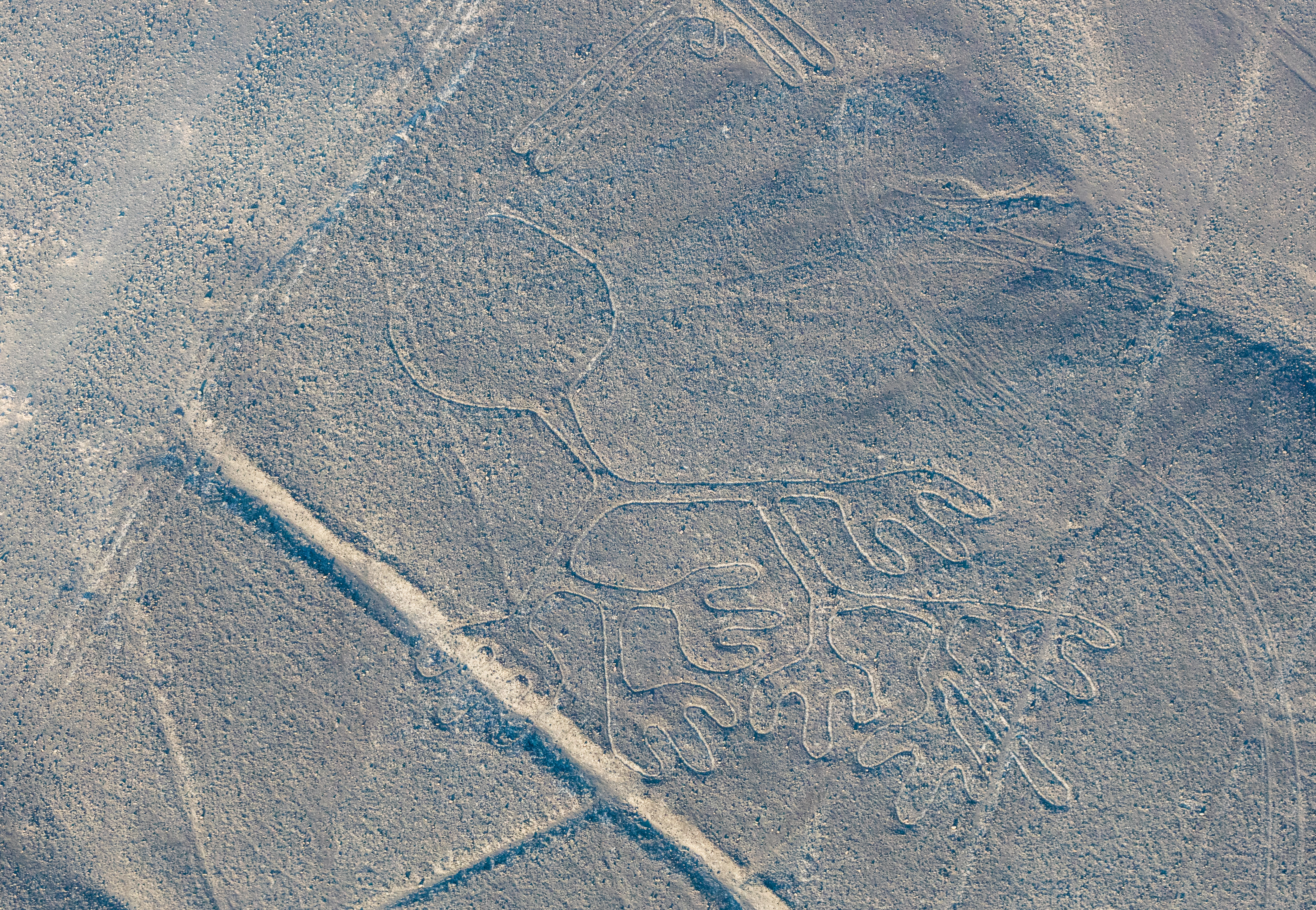
식물 형태학적 글리프
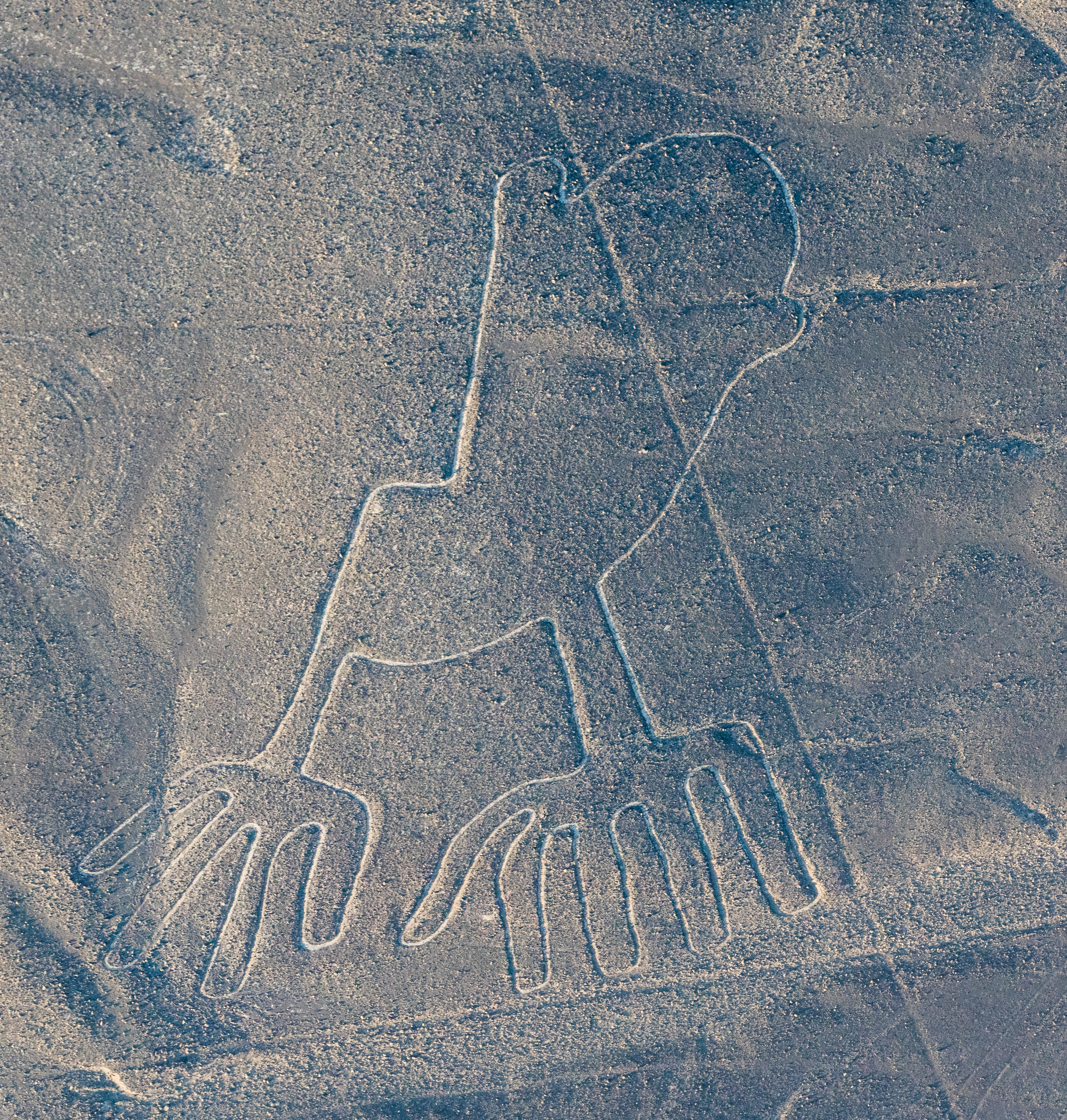
손
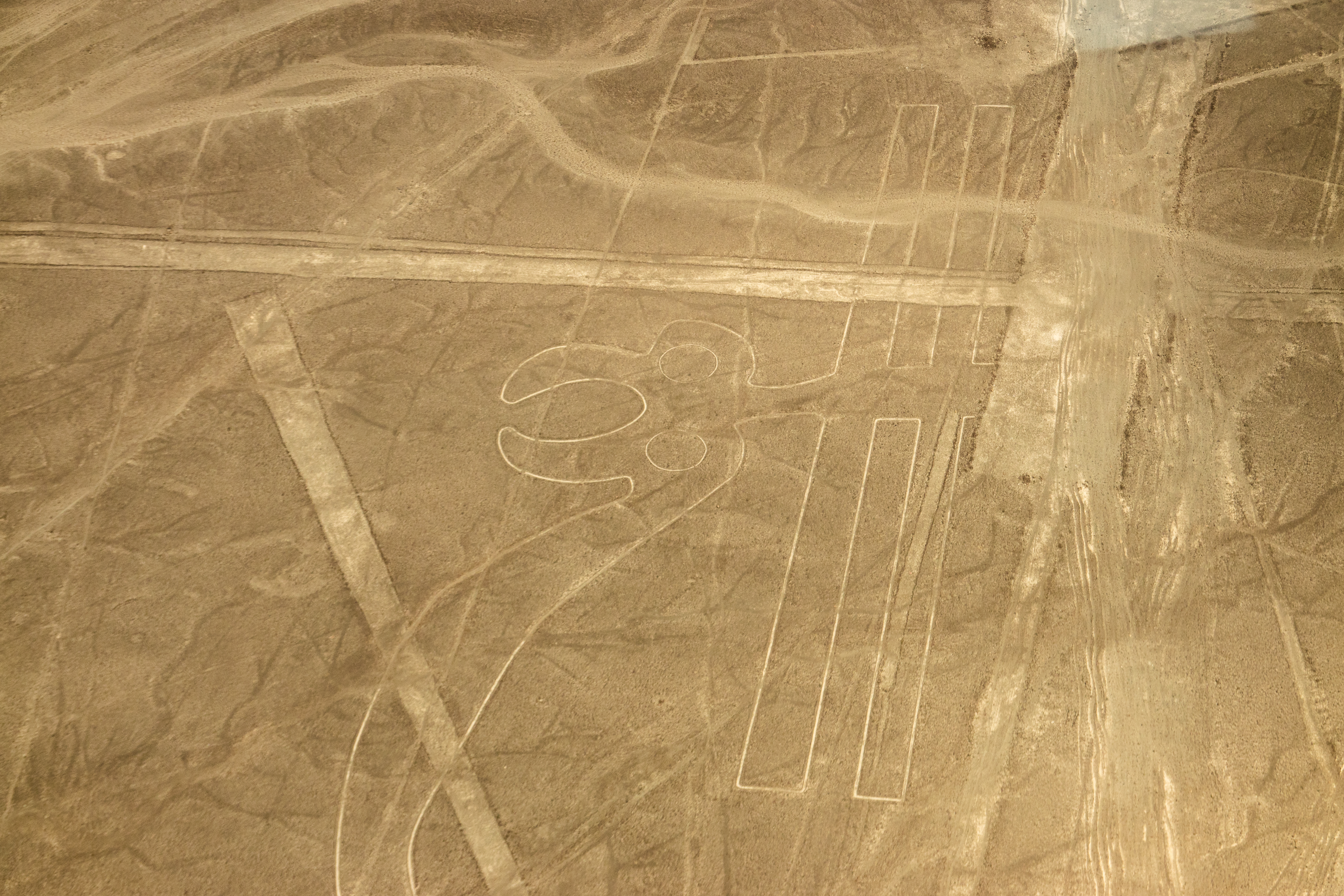
앵무새
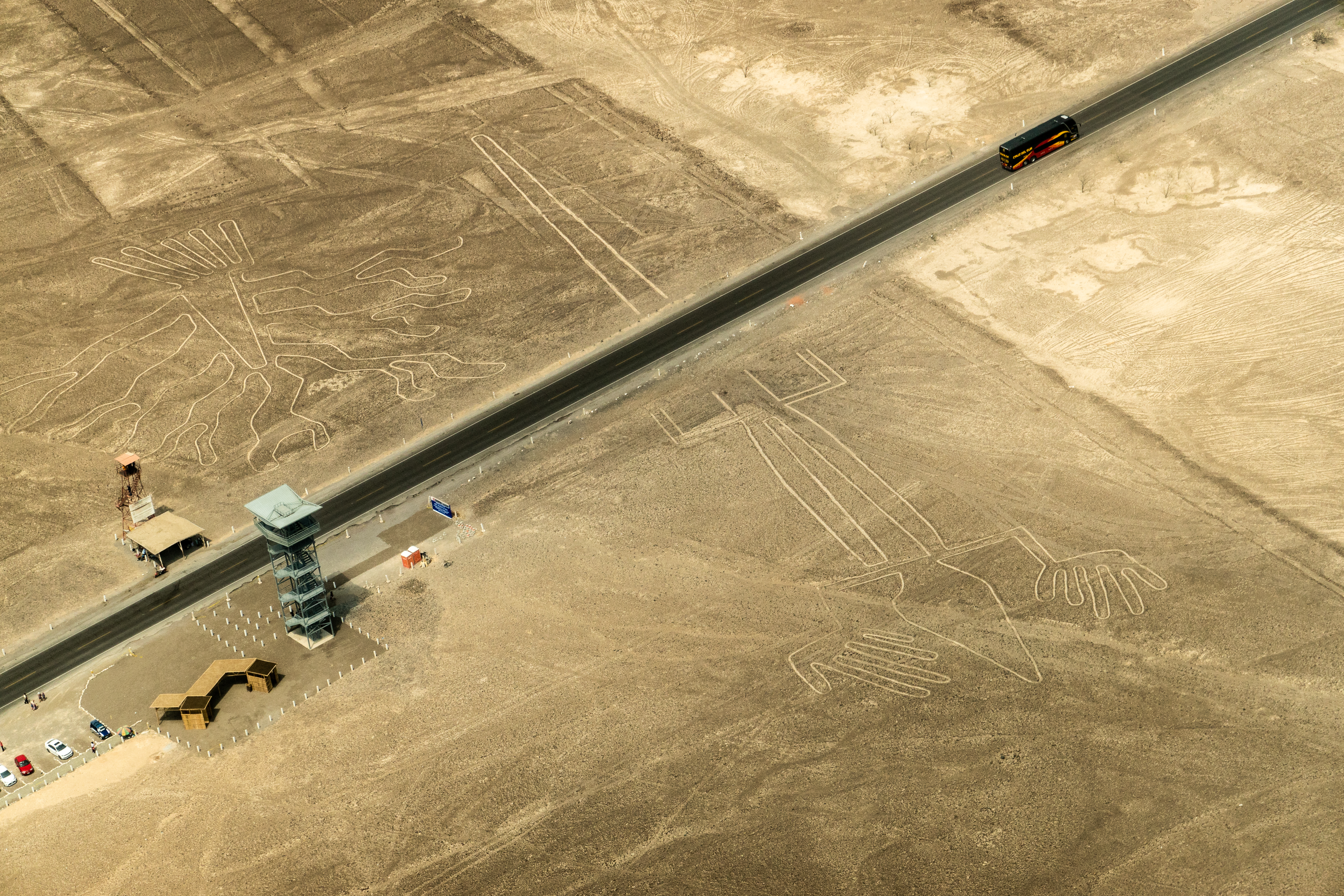
도마뱀
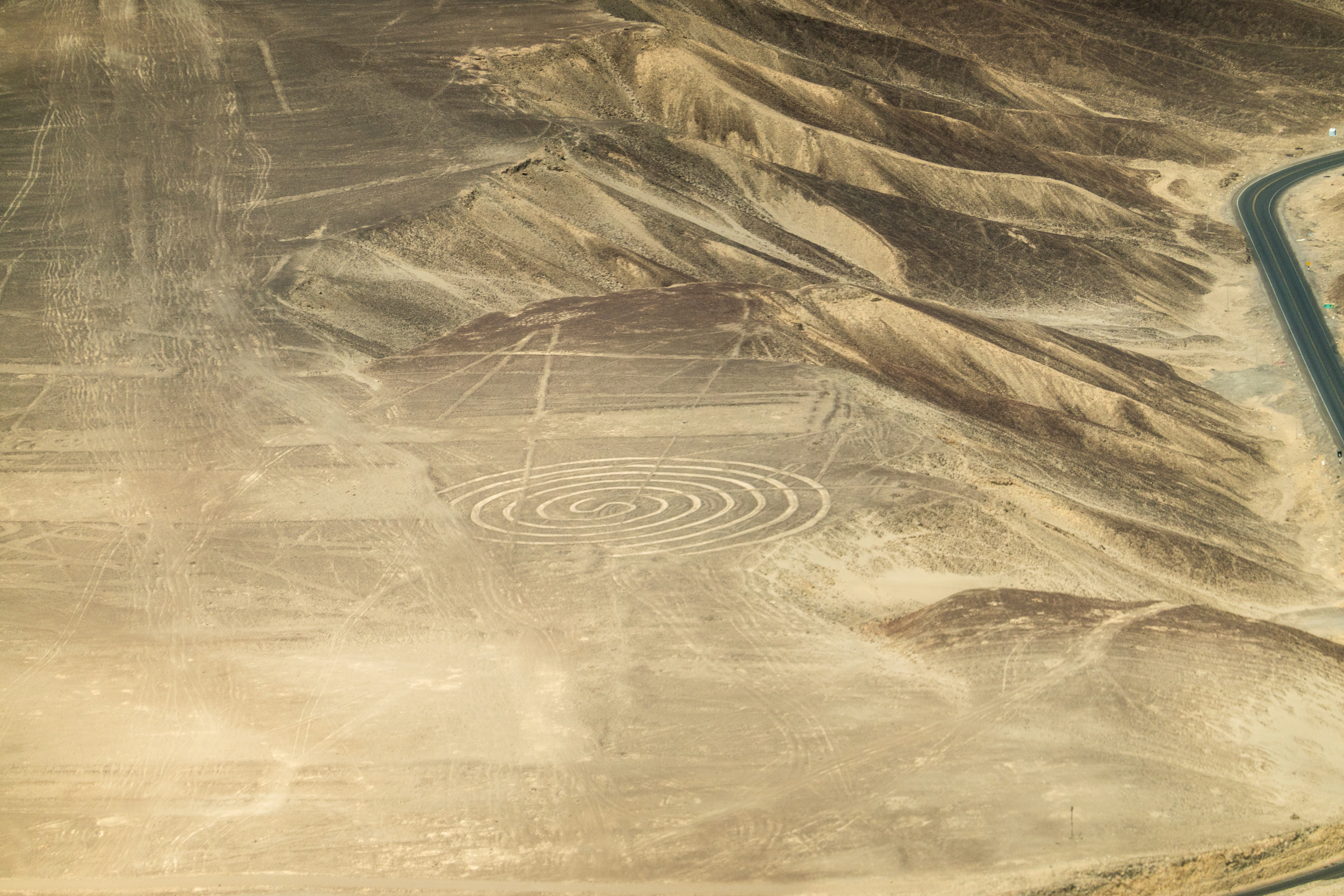
나선
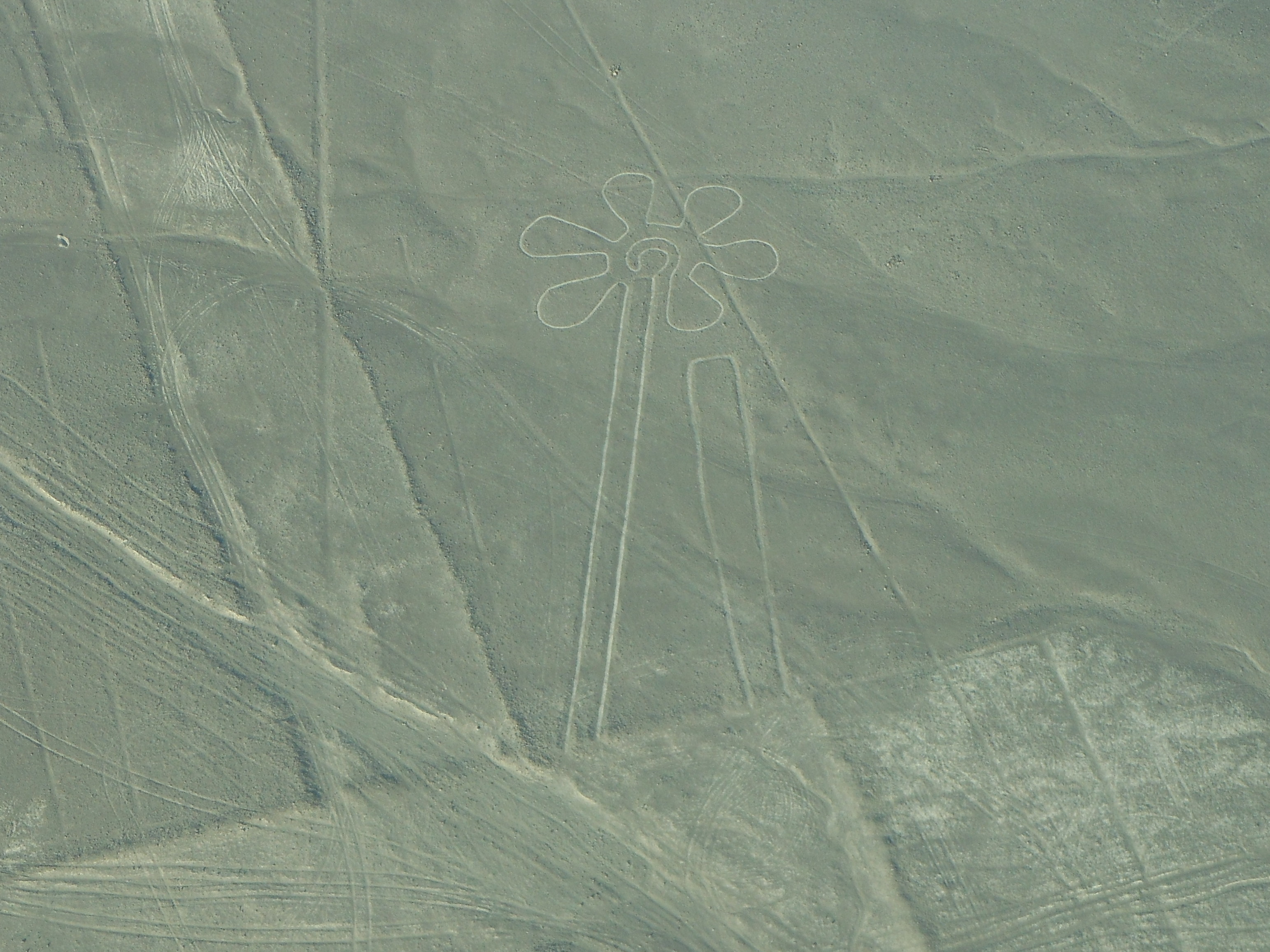
꽃

## 미디어
- KBS 1TV : 《걸어서 세계속으로》 - 352회

## 같이 보기
- 아타카마의 거인
- 천체역학
- 케른아바스의 거인
- 페루의 역사
- 나라별 고천문학 유적지 목록
- 어핑턴의 백마